# ミュージカルぼーいず
ミュージカルぼーいずは、かつて活躍したボーイズバラエティ協会所属のボーイズ、兼ムード歌謡コーラス。テーマソングは『幸福を売る男』。通称「歌謡漫談グループ ミュージカルぼーいず」。
1960年5月結成。大阪の道頓堀角座によく客演していたが、1994年にリーダーの志村としおが死去し解散。及川兄弟は『中小企業楽団バラクーダ』に移籍した。

## メンバー
後期メンバー
- 志村としお（しむら -、本名：志倉敏之、1930年2月3日 - 1994年11月18日）リーダー、ボーカル、サイドギター担当。

神奈川県横浜市出身。通信士に憧れ、工業高校卒業後、近所にボクシングジムがあったために興味を持ちプロボクサーに合格、試合は2勝1敗で引退、階級はフライ級であった。新劇役者を経て、1953年にキングレコード専属歌手。『ホットボーイズ』『ハナハナコロンボ』『ハナハナボーイズ』で活動し初舞台は浅草スミダ劇場であった。1960年にミュージカルぼーいずを結成。
ロカビリー時代からのリーゼントに、大声、巨体の出で立ちで「カバ」「おデブ」等と弄られていた。
面倒見の良さからボーイズバラエティ協会理事長に推挙され、JRのCMに出演するなどピンでも活動し、お茶の間の人気者だった　1994年11月18日死去 64歳没。長男は音楽プロデューサー、ゲームプロデューサー、イベンター、実業家(株式会社VIVIDの代表取締役)の富士丸翔、次男は作詞家、作曲家、音楽プロデューサー、ゲームクリエイター、実業家(MAGES.代表取締役会長)の志倉千代丸。
- 及川ちかし （及川知加し、1948年 - ）エレキベース担当。

ジャンボの兄、北海道出身。大学でクラシック音楽を学び、1970年より『仲野彰とニューシャープス』『チャーリー石黒と東京パンチョス』等、ビッグバンドの楽団員を渡り歩く。
1989年に望月と入れ替わりで参加。リーダー没後は弟のジャンボとコンビを組んでいたが、間もなく『中小企業楽団バラクーダ』に移籍。
スタジオミュージシャンとしても活動中。
- ジャンボ具志けん （1952年 - ）アフロヘアー、リードギター

及川の弟、北海道出身。1971年より小川悠一に師事し作曲を学ぶ。1973年キングレコード専属歌手。
1979年より参加。リーダー没後は兄の及川とコンビを組んでいたが、間もなく『中小企業楽団バラクーダ』に移籍し「バラクーダ おさむ」を名乗る。
作曲家・編曲家としても活動中。
初期メンバー
- 小原しょう太（おばら - 、本名：鈴木英明、1930年11月 - ） - 鍵盤ハーモニカ担当、おかっぱに黒縁メガネ。

岩手県出身。父は地方公務員、東邦音楽大学卒業後、銀座銀巴里でアコーディオンなどを経て、故郷での中学の音楽教師、再び上京後漫楽ショウ『辻ひろしとザ・ハッタリーズ』に在籍。
芸名は小原庄助に由来。
- 富井トシ（とみい - 、本名：平田正治、1930年4月 - ） - エレキギター担当。

神奈川県横浜市出身。平塚工業高校在学中にハワイアンバンド『カワッタ・トリオ』に在籍。
芸名はトミー・ドーシーに由来。
中期メンバー
- 望月けん一

高知県出身。ポリドール・レコード専属でファルセットの遣い手。1979年より参加、強面を売り物にした。
1989年に脱退し演歌歌手に戻ったが、2002年に脳卒中で倒れ、リハビリを経て徐々に復帰中。

## レコード
- 女のきずな
- おけら街道
- このへんでさようなら
- 雨の出逢い橋
- ケイコタンのラブコール（志村・小原・富井時代、『もーれつア太郎』挿入歌）
- これでいいのネ

他

## 註
1. ↑  ひびきわたるらも在籍